# Seasoned Veteran
Albums de Richie Rich
Half Thang
(1996) Greatest Hits
(2000)
Singles
1. Let's Ride
Sortie : 12 novembre 1996
2. Do G's Get to Go to Heaven?
Sortie : 11 février 1997
3. Touch Myself (Remix)
Sortie : 1997
4. Niggas Done Changed
Sortie : 1997

Seasoned Veteran est le troisième album studio de Richie Rich, sorti le 5 novembre 1996.
L'album s'est classé 11e au Top R&B/Hip-Hop Albums et 35e au Billboard 200. Deux des singles extraits de l'album, Let's Ride et Do G's Get to Go to Heaven?, ont été classés dans de nombreux charts américains. Un clip a été réalisé pour chacun de ces deux titres et celui de Do G's Get to Go to Heaven? a été dédié à la mémoire de 2Pac qui fait un featuring sur Niggaz Done Changed.

## Liste des titres
| No  | Titre                                            | Contient un (des) sample(s) de                                                                               | Durée |
| --- | ------------------------------------------------ | --- | ----- |
| 1.  | Intro (Skit)                                     | | 1:39  |
| 2.  | Funk                                             | | 5:45  |
| 3.  | It's On (featuring E-40)                         | Streets of Cairo or the Poor Little Country Maid de Sol Bloom This Old Man (Traditionnel)                    | 4:40  |
| 4.  | Let's Ride                                       | (Not Just) Knee Deep de Funkadelic My Philosophy des Boogie Down Productions A Who Seh Me Dun de Cutty Ranks | 4:34  |
| 5.  | 30 Minutes (Skit)                                | | 1:21  |
| 6.  | Real Pimp                                        | How Deep Is Your Love de Keith Sweat Grand Theft Auto de Kausion                                             | 4:37  |
| 7.  | Guess Who's Back                                 | | 5:17  |
| 8.  | Fresh Out                                        | For the Love of Money des O'Jays                                                                             | 4:11  |
| 9.  | Niggaz Done Changed (featuring 2Pac)             | | 4:53  |
| 10. | Pillow (featuring Rame Royal et D'wayne Wiggins) | (Lay Your Head on My) Pillow de Tony! Toni! Toné!                                                            | 4:49  |
| 11. | Check 'Em                                        | | 4:33  |
| 12. | Real Shit                                        | | 2:10  |
| 13. | Questions (featuring Luniz)                      | | 4:15  |
| 14. | It's Not About You                               | | 4:13  |
| 15. | Do G's Get to Go to Heaven? (featuring Bo Rock)  | | 5:59  |
| 16. | Touch Myself (Remix) (featuring T-Boz)           | | 4:11  |